# Europejska Feministyczna Inicjatywa
Europejska Feministyczna Inicjatywa dla innej Europy (fr. Initiative Féministe Européenne pour une autre Europe, ang. European Feminist Initiative for another Europe, IFE-EFI) – międzynarodowa sieć działaczek feministycznych utworzona w 2004 roku w celu przeciwstawienia się Traktatowi konstytucyjnemu. EFI krytykuje aktualny kształt integracji europejskiej jako patriarchalny, opowiadając się zarazem za „inną Europą” – demokratyczną, socjalną, laicką i pokojową.
Działaczki EFI protestowały m.in. przeciw dyrektywie usługowej (Bolkesteina).
We wrześniu 2008 utworzono polski oddział EFI. Jej przewodniczącą jest Nina Sankari.